# منيلاوس الإسكندري
منيلاوس الإسكندري (عاش بين سنتي 70 - 140 م) عالم رياضيات يوناني. ورد اسمه في المصادر العربية: «منلاوس» و «مانالاوس» و«منالاؤوس» و«ميلاوش».
وضع كتابا هاما دعاه «سفيريكا» في هندسة الأجسام الكروية. وقد حُفظ الكتاب عبر الترجمات العربية فقط.